# Ernst Gotthold Struve (Mediziner, 1679)
Ernst Gotthold Struve (* 13. März 1679 in Jena; † 10. Januar 1759 in Prenzlau), auch Hypparchus genannt, war ein deutscher Mediziner, Garnisons-Arzt und Schriftsteller.

## Biographie
Ernst Gotthold entstammte der Familie Struve. Er war der Sohn des damals berühmten Georg Adam Struve, der ihn schon als Kind in den Naturwissenschaften unterrichtete. Anschließend schickte ihn sein Vater auf das Gymnasium in Halle.
Im Alter von 17 Jahren bezog er 1696 die Universität Jena. Dort hörte er Vorlesungen in Mathematik und Physik bei Hamberger, in Medizin bei Wedel, Krause und Slevogren sowie in Geschichte bei seinem Bruder Burkhard Gotthelf. 1699 kehrte er nach Halle zurück und hörte an der Universität Stahl und Hoffmann. Im Winter desselben Jahres ging er nach Berlin und vertiefte seine zuvor erworbenen Kenntnisse in Chemie und Alchemie. Im Frühjahr 1700 kehrte er nach Halle zurück und widmete sich der Pharmazie.
Im Jahre 1702 wurde er durch seine Disputationen bei Stahl, darunter auch die des Vorjahres, zum Doktor promoviert. Nun standen ihm zahlreiche Stellen offen, von denen er eine in Brandenburg annahm und fortan Krankheiten heilte. 1703 besuchte er wieder seine alten Bekannten in Halle. Eigentlich wollte er bleiben, entschied sich dann aber doch, nach Brandenburg zurückzukehren.
Dort heiratete er die Tochter des Bürgermeisters Berchelmann, Dorothea. Hoffmann setzte sich erfolgreich für Struve als Medicus der Ritterschaft in Prenzlau, der Hauptstadt der Uckermark, ein. Er trat dieses Amt 1708 an. Ende des folgenden Jahres wurde er Landphysicus des Stolpirischen und Uckermärkischen Kreises, wenig später auch Stadtphysicus. Da 1710 in der Uckermark die Pest ausbrach, ging er aus beruflichen Gründen aufs Land und legte das Amt des Stadtphysicus wieder nieder. Er hinterließ eine Beschreibung der Apotheken einschließlich einer Anleitung zu einigen Schutzmaßnahmen gegen die Pest drucken. 1711 ging er wieder nach Prenzlau. Im Jahr 1712 oder 1717 nahm man ihn in die Academie Naturæ Curiosorum auf und nannte ihn Hipparchus.
1735 wurde Struve Garnisons-Medicus des Prinz Heinrichischen Regiments, das sich damals in Prenzlau befand.
Struve hinterließ fünf Söhne (sortiert nach Geburtsdatum, beginnend mit dem Ältesten): Carl Dettleff, Ernst Gotthold, Friedrich Christian, Benjamin August und Christian Adolph.

## Werke
- Dissertatio Medico-Semiotica De Facie Morborum Indice, Seu Morborum Aestimatione Ex Facie, 1700 (Google-Books)
- Dissertatione Solenni Mortis Theoriam Medicam, 1702 (Digitale Sammlungen)
- De facie morborum indice; resp. Ernestus Gottlob Strieve. Recusa, 1705 (Google-Books)
- Paradoxum chymicum sine igne, 1715 (Google-Books)
- Dissertatio inauguralis medica de convalescentiae statu eius impedimentis et praesidiis, 1735 (Digitale Sammlungen)
- Oratio inauguralis de vitae varietate insigni sanitatis praesidio, secundum Celsium L.I.,c.1, 1737 (Digitale Sammlungen, Google-Books)